# 壽康宮

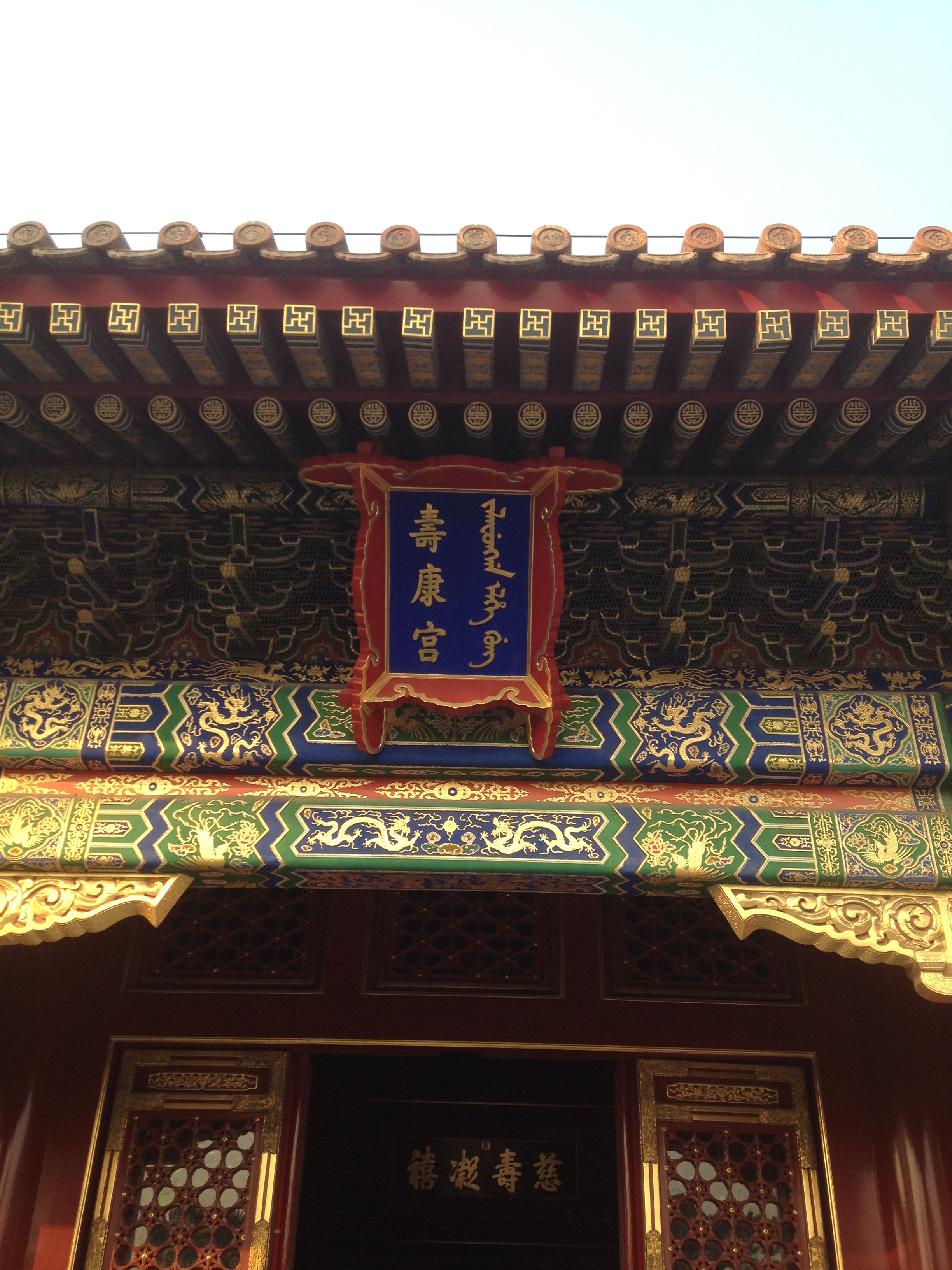
寿康宫匾额

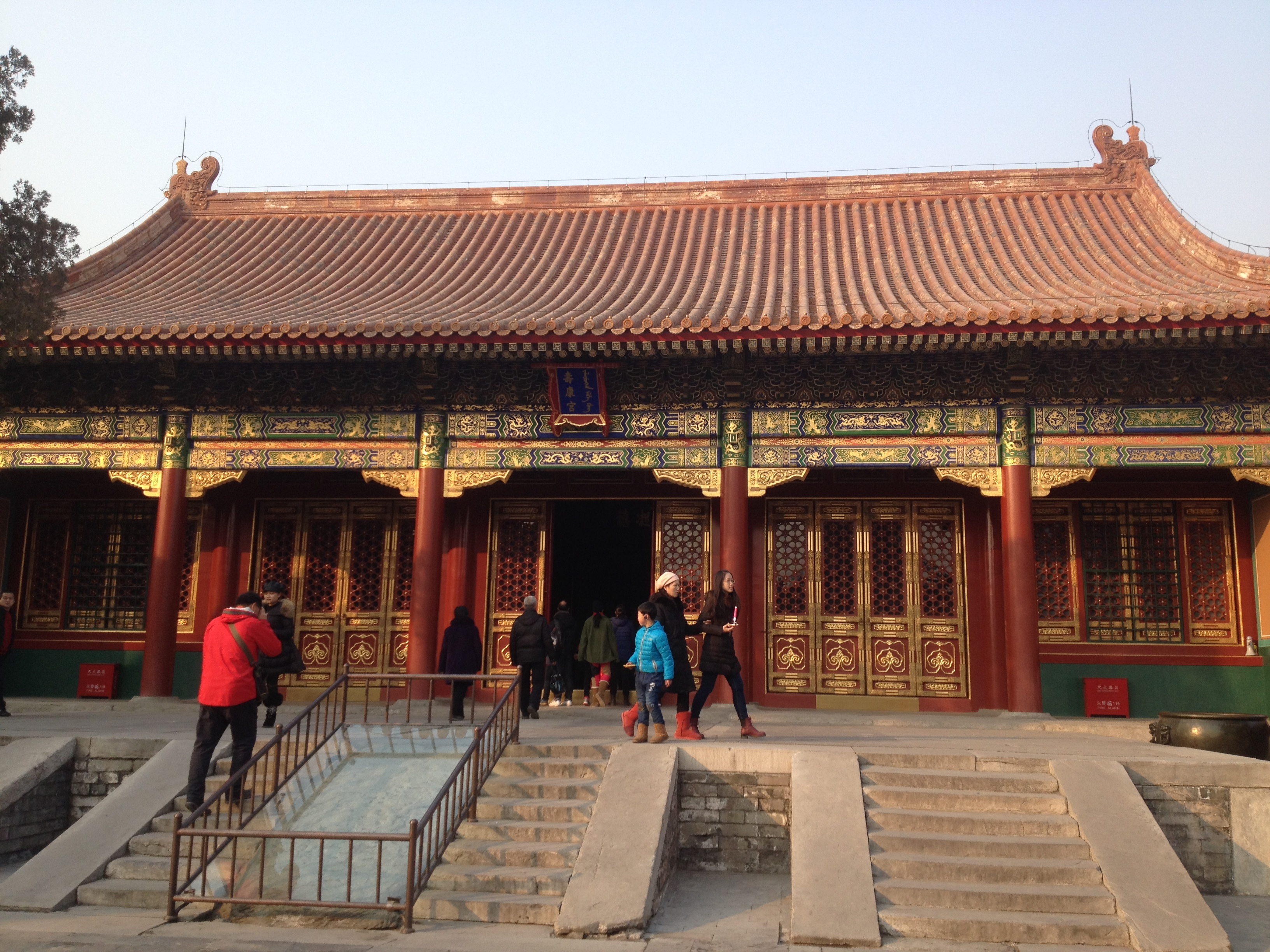
寿康宫正殿

39°55′09″N 116°23′36″E / 39.919123°N 116.393388°E
寿康宫（穆麟德轉寫：jalafungga elhe gung），位于紫禁城内廷外西路，慈宁宫西侧，为清朝太皇太后、皇太后居所，太妃、太嫔随居于此。

## 历史
寿康宫始建于清朝雍正十三年（1735年），乾隆元年（1736年）建成。此后，清朝嘉庆二十五年（1820年）、光绪十六年（1890年）重修。
寿康宫是清朝太皇太后、皇太后居所，太妃、太嫔随居于此，皇帝每隔两三日便来此行问安礼。乾隆朝崇庆皇太后、嘉庆朝颖贵太妃、咸丰朝康慈皇太后都曾在此居住养老。崇庆皇太后逝世后，乾隆帝仍在每年圣诞令节以及上元节前一天来到寿康宫拈香礼拜，瞻仰宝座，以表达对崇庆皇太后的哀慕之情。
寿康宫正殿曾于50年代开辟为青铜器馆。
2013年，隆宗门外西部的慈宁宫、寿康宫、慈宁宫花园等建筑已修缮完毕，故宫博物院院长单霁翔表示，包括寿康宫在内的一大批故宫殿堂最迟将在2015年故宫博物院建院90周年时对游客开放。其中寿康宫将进行原状陈列；延禧宫将作为外国文物馆，展示故宫收藏的钟表、仪器；慈宁宫将作为雕塑馆；养心殿南面的御茶膳房将作为家具馆，展出故宫博物院库房收藏的紫檀、花梨等宫廷家具。
2014年，为消除安全隐患，建设“平安故宫”，故宫博物院拆除寿康宫外侧的彩钢房（原为故宫博物院资料信息部办公用房）。
2015年10月10日，为庆祝故宫博物院建院90周年，故宫博物院开放了午门雁翅楼及东华门和两者间的城墙、慈宁宫及慈宁宫花园、寿康宫、宝蕴楼。其中寿康宫作宫廷原状陈列，正殿及后殿（寝殿）内部按照清宫原有陈设布置，展示崇庆皇太后的万寿庆典和生活场景。

## 建筑

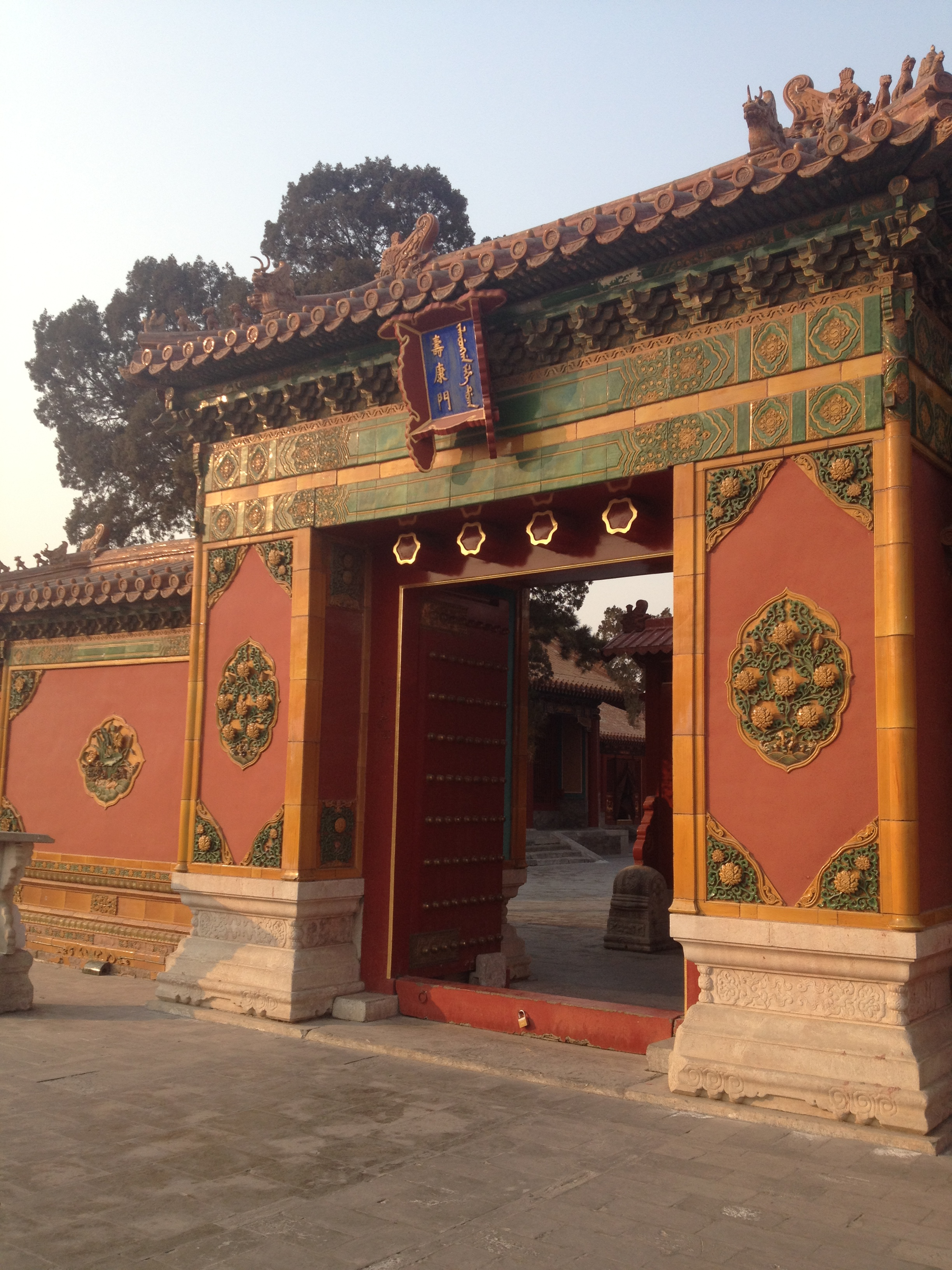
寿康门（ᠵᠠᠯᠠᡶ᠋ᡠᠩᡤᠠ
ᡝᠯᡥᡝ
ᡩ᠋ᡠ᠋ᡴᠠ）

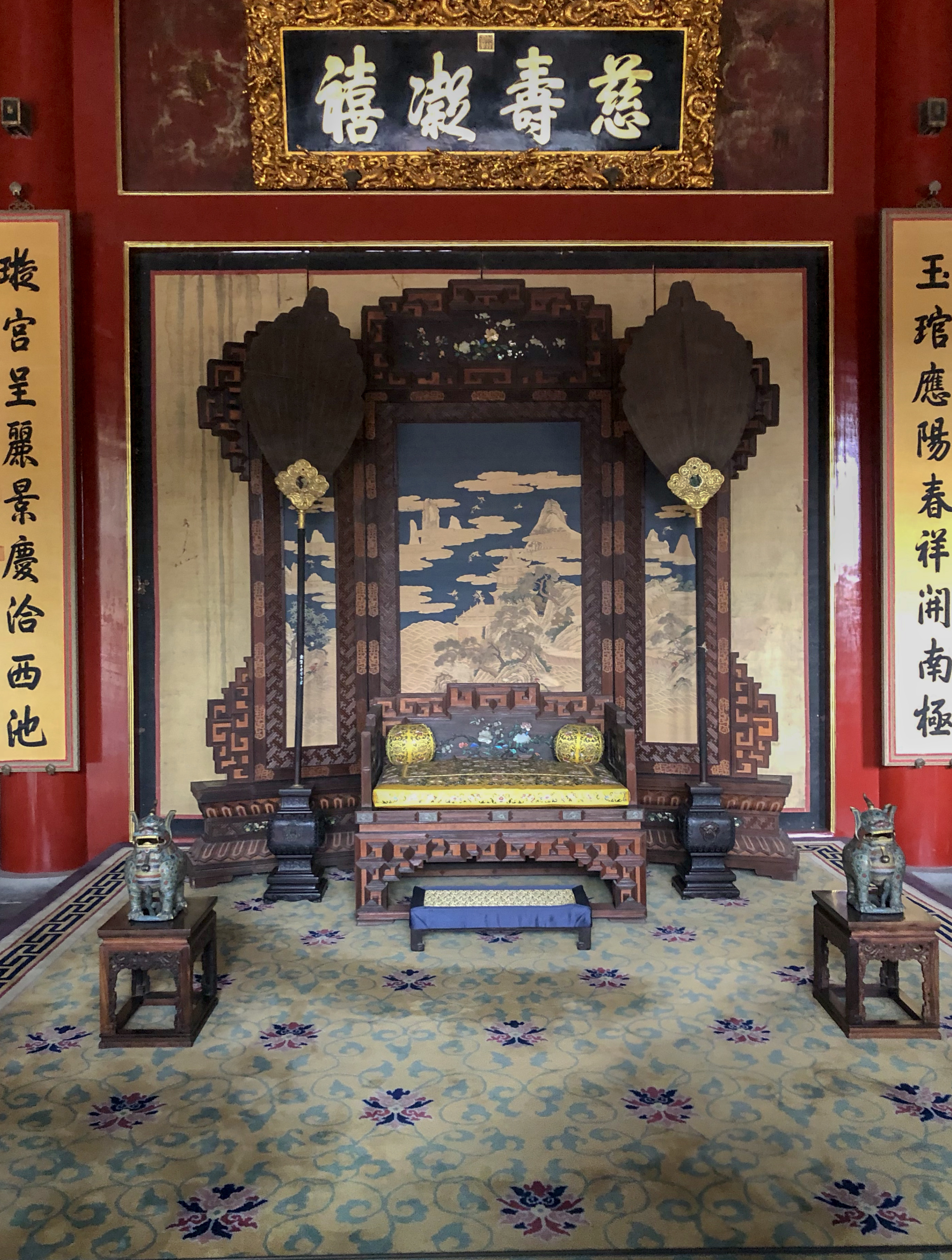
2021年，寿康宫明间殿内，正殿屏风宝座。正殿屋檐下悬挂“寿康宫”满汉字匾，是太后宫的礼仪空间。“慈寿凝禧”匾额为乾隆御笔，两侧抱柱上悬挂乾隆皇帝御笔对联“玉琯应阳春，祥开南极；璇宫呈丽景，庆洽西池”。地平上陈设紫檀攒竹缂丝嵌玉屏风和紫檀攒竹嵌玉宝座。寿康宫曾于50年代开辟为青铜器馆，室内原状早已无存。现今展示为复原展示。

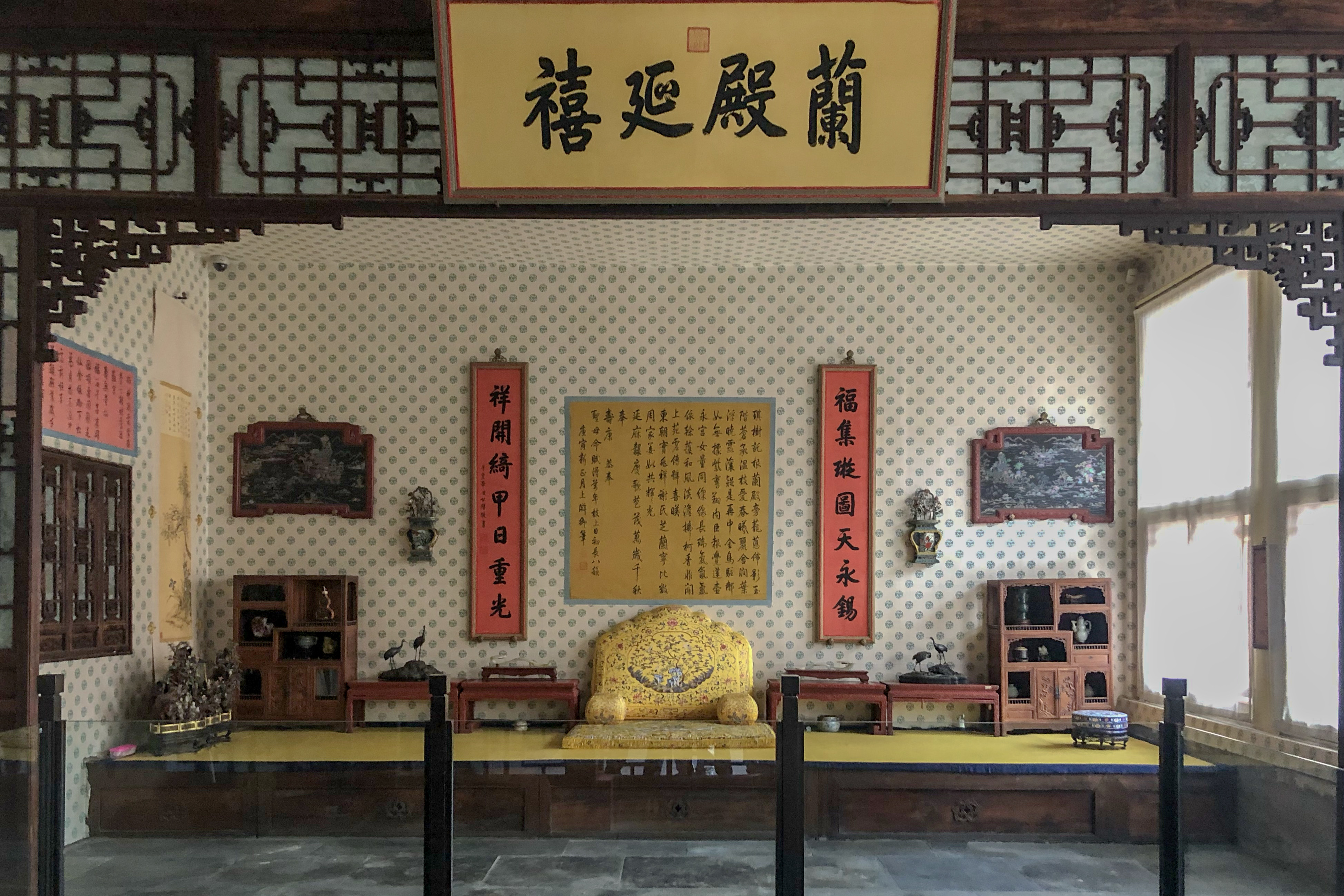
通体大炕设在东稍间

寿康宫既是主殿的殿名，又是该组建筑群的总称。寿康宫南北共有三进院落，院墙外的东、西、北三面均有夹道，西夹道外有数间房。
- 寿康门：位于寿康宫院落南端，为琉璃门，门前有一个封闭的小广场，小广场东侧为徽音右门，通往慈宁宫[1]。小广场西侧、南侧，各有一座排房，顶覆黄色琉璃瓦，两座排房均有各自的院墙形成独立院落，其中南排房与慈宁门基本平齐，西排房则占据了小广场的西部。
- 寿康宫：位于寿康门内，为正殿。寿康宫坐北朝南，面阔五间，进深三间，黄琉璃瓦歇山顶，前出廊。明间、次间各安装有三交六椀菱花槅扇门四扇，梢间安装有三交六椀菱花槅扇槛窗各四扇；后檐明间和前檐明间相同，其余各间开窗。殿内悬挂着乾隆帝御书“慈寿凝禧”匾额。东、西梢间辟为暖阁，其中东暖阁是皇太后日常礼佛用的佛堂。殿前有月台，月台前出三阶，中间设有御路石，月台左右各出一阶[1]。
- 东、西配殿：寿康宫的东、西配殿均为面阔三间，黄琉璃瓦硬山顶，前出廊。东配殿明间安有槅扇门，西配殿明间的槅扇、风门是后来改装而成。次间都是槛窗，每间采用间柱分成两组，窗棂都是一抹三件式。两座配殿都在南侧设耳房；北侧则是连檐通脊庑房，一直连至后罩房[1]。
- 寝殿：寿康宫以北为第二进院，后殿是寿康宫的寝殿，额曰“长乐敷华”，寝殿有甬道连接寿康宫。寝殿面阔五间，进深三间，黄琉璃瓦歇山顶。前檐出廊，明间安装有步步锦槅扇、玻璃风门，次间、稍间安有窗户，上为步步锦窗格，下为玻璃方窗。室内用槅扇分成五间。后檐明间开有槅扇门，接叠落式穿堂，直通后罩房[1]。
- 后罩房：位于寝殿以北，为第三进院的正房[1]。